# Palaiókastro (ort i Grekland, Mellersta Makedonien)
Palaiókastro (Palaiokastro) är en ort i Grekland.   Den ligger i prefekturen Nomós Serrón och regionen Mellersta Makedonien, i den nordöstra delen av landet, 400 km norr om huvudstaden Aten. Palaiókastro ligger 66 meter över havet och antalet invånare är 721.
Terrängen runt Palaiókastro är kuperad åt nordost, men åt sydväst är den platt. Runt Palaiókastro är det ganska tätbefolkat, med 52 invånare per kvadratkilometer. Närmaste större samhälle är Serrai, 13,7 km sydost om Palaiókastro. Trakten runt Palaiókastro består i huvudsak av gräsmarker.